# Associação de Pais e Amigos do Futebol

A Associação de Pais e Amigos do Futebol (APAFUT) é um clube de futebol fundado em 2011, na cidade de Caxias do Sul, em parceira com a Universidade de Caxias do Sul. Para 2025, pelo segundo ano consecutivo, confirmou calendário profissional, com a disputa da Terceira Divisão Gaúcha.

## História

### 2011 - 2015  — Fundação e profissionalização
Idealizada por Josué Romero e Jeferson Borges, a APAFUT foi fundada em 7 de junho de 2011, em uma parceria com a Universidade de Caxias do Sul. O clube surgiu como um projeto voltado para o desenvolvimento de atletas. Sua atuação, nos primeiros anos, se limitou apenas às categorias de base.
Em 16 de novembro de 2015, com investimento dos empresários Fernando Otto e Fabio Caponi, o Clube oficializou sua entrada no futebol profissional. Posteriormente, firmou uma parceria com a prefeitura de Flores da Cunha para a utilização do Estádio Homero Soldatelli. Uma empresa terceirizada da cidade de Flores foi quem assumiu a administração do departamento profissional da equipe, que passou a se chamar "APAFUT Flores da Cunha FC". 
Para que uma equipe pudesse atuar profissionalmente, a Federação Gaúcha de Futebol exigia no mínimo três temporadas de participações em competições de de base.

### 2016 — Estreia no futebol profissional
Em abril de 2016, a APAFUT finalmente deu início à sua trajetória em competições à nível profissional, disputando o Campeonato Gaúcho de Futebol de 2016 - Segunda Divisão, competição equivalente ao terceiro nível do futebol gaúcho. Na primeira fase, fez uma boa campanha, 54% de aproveitamento em oito jogos, obtendo a segunda colocação no grupo A, ficando atrás apenas do Gaúcho. Na segunda fase, o desempenho decaiu, e o clube acabou eliminado da competição.
Ainda em 2016, a APAFUT disputou a Copa FGF, onde esteve na sub-competição "Copa Larry Pinto", em um grupo com outros clubes da Serra e do Norte do estado. Na primeira fase, venceu jogos contra o Juventude sub-20, Garibaldi e Atlético Carazinho, obtendo a terceira colocação no grupo e garantido vaga nas semifinais, onde acabou eliminado pelo Caxias.

### 2017 - 2023  — Fim da parceira com Flores da Cunha e sumiço do futebol profissional
Apesar da campanha razoável nas competições que disputou, no final de 2016, quase que do dia para a noite, as parcerias da APAFUT com a prefeitura de Flores da Cunha e outras empresas da cidade foram desfeitas, afastando o clube de competições profissionais por bastante tempo.
Em 2017, a equipe voltou às origens, focando sua atuação nas categorias de base, onde se tornou um dos principais clubes à nível estadual. Com constantes presenças e boas campanhas nas competições de base da FGF nas categorias sub-15, 17 e 20.

### 2024 — Retorno ao futebol profissional
Em 8 de dezembro de 2023, o presidente da APAFUT Thomas Veleda, anunciou que, em 2024, a equipe retornaria ao futebol profissional. A decisão veio após uma reunião entre o presidente, a responsável pela empresa gestora do clube Hellen Telles e os dois fundadores e agora coordenadores do clube Josué Romero e Jeferson Borges.
Em 2024, diferente de 2016, a administração do departamento de futebol foi feita pela própria gestão do clube, em Caxias do Sul. Em 28 de setembro, após quase oito anos, a equipe voltou a disputar uma partida profissional, empatando em 2-2 com o Gramadense. 
Na disputa da Terceira Divisão do Gauchão, a APAFUT esteve no grupo A, ao lado de Gramadense, Guarani-VA e Real (Tramandaí). Porém, a campanha foi muito abaixo do esperado, acarretando em uma eliminação na primeira fase, após uma derrota para o Gramadense, na quinta rodada. O Clube foi o lanterna do grupo, com apenas dois pontos somados em seis jogos.

### 2025 - Mais uma vez com calendário profissional
Para o segundo semestre deste ano, a APAFUT, mais uma vez está confirmada para a disputa da Terceira Divisão Gaúcha.
Além do Tricolor da Serra, outros oito clubes também confirmaram presença na competição: FC 1992, Guarani-VA, Nova Prata, Novo Horizonte Rio Grande, Riograndense, São Gabriel e São Paulo (RS).

## Histórico em competições
| Ano  | Div. | Pos.       | Pts. | J  | V | E | D | GP | GC | SG |
| 2016 | B    | 6º         | 21   | 14 | 5 | 6 | 3 | 18 | 18 | 0  |
| 2024 | B    | 8º         | 2    | 6  | 0 | 2 | 4 | 3  | 10 | -7 |
| 2025 | B    | A disputar | -    | -  | - | - | - | -  | -  | -  |
| ---- | ---- | ---------- | ---- | -- | - | - | - | -- | -- | -- |